# 何平 (崇禎進士)
何平（？—？），字公达，太医院籍，直隶苏州府嘉定县人，明朝政治人物。

## 生平
崇祯十二年（1639年）己卯科順天鄉試举人，十三年庚辰科进士，授吏部观政。